# Granville Ramage
James Granville William Ramage GMG (* 19. November 1919; † 4. März 2011) war ein britischer Diplomat.

## Leben
Als britischer Hochkommissar war Granville Ramage 1968 von der Regierung Wilson in das westafrikanische Gambia entsandt worden, er löste George E. Crombie ab. Seine Amtszeit in Gambia endete 1971, sein Nachfolger in Gambia wurde James R. W. Parker. Anschließend war er als britischer Botschafter von 1971 Südjemen eingesetzt, er löste Arthur R. H. Kellas ab. Seine Amtszeit in Südjemen endete 1975, sein Nachfolger in Südjemen wurde 1983 Peter K. Williams, nachdem die Stelle des Botschafters von 1975 bis 1983 vakant war.

## Familie
Granville Ramage war der Sohn von Rev. George Granville Ramage und Helen Marion (geborene Middlemass). Er heiratete 1947 Eileen Mary Smith. Aus dieser Ehe stammte ein Sohn und zwei Töchter.

## Auszeichnungen und Ehrungen
- 1975: Companion des Order of St Michael and St George (CMG)[1]